# Bouskoura
Bouskoura (arabisch بوسكورة, Zentralatlas-Tamazight ⴱⵓⵙⴽⵓⵔⴰ) ist eine etwa 200.000 Einwohner zählende Großstadt im Hinterland von Casablanca nahe der Atlantikküste Marokkos in der Provinz Nouaceur in der Region Casablanca-Settat.

## Lage und Klima
Die Großstadt Bouskoura liegt westlich eines Waldgebietes (Forêt de Bouskoura) an der A7 ca. 24 km (Fahrtstrecke) südlich von Casablanca in einer Höhe von ca. 135 m. Das Klima ist gemäßigt bis warm; Regen (ca. 400 mm/Jahr) fällt hauptsächlich im Winterhalbjahr.

## Bevölkerung
| Jahr      | 1994   | 2004   | 2014    | 2024    |
| Einwohner | 22.818 | 92.259 | 103.026 | 200.359 |

Die Einwohner der Chaouia-Region führen ihre Abstammung auf arabische Ursprünge zurück. Viele Einwohner der in den letzten Jahrzehnten enorm gewachsenen Stadt Bouskoura sind jedoch berberischer Abstammung und zumeist in der zweiten Hälfte des 20. Jahrhunderts aus den Berg- und Wüstenregionen Südmarokkos hierhin zugewandert.

## Wirtschaft und Geschichte
Noch zu Beginn des 20. Jahrhunderts eine kleinbäuerlich orientierte Landgemeinde, hat sich Bouskoura seit der Unabhängigkeit Marokkos (1956) zu einer dienstleistungsorientierten Großstadt entwickelt, in der viele in Casablanca arbeitende Menschen leben. Im Umland haben sich zahlreiche kleinere Industrie-, Gewerbe- und Handwerksunternehmen angesiedelt. Einer der größten Arbeitgeber der Region ist der europäische Halbleiterhersteller STMicroelectronics der in Bouskoura eine hochmoderne Fabrik zur Herstellung von Leistungshalbleitern auf Siliziumkarbid-Basis betreibt die in modernen E-Fahrzeugen zum Einsatz kommen.